# Marie Duret
Marie Duret (Launay, 17 août 1872 - Condé-sur-Risle, 18 janvier 1947) est une artiste peintre et pastelliste française de la vallée de la Risle.

## Biographie
Élève de Philippe Zacharie et d'Albert Lebourg, elle réalise des portraits, des paysages de la vallée de la Risle notamment, mais se spécialise dans la représentation de natures mortes. Les fleurs de son jardin plus précisément.
Elle expose dans de nombreux évènements de 1907 à 1939, organisés par la Société des artistes rouennais, et lors des Expositions municipales des beaux-arts de Rouen, dans la galerie Legrip à Rouen mais aussi à l'exposition artistique normande du Comité d'initiative de Pont-Audemer et de la Basse-Risle de 1912 à Pont-Audemer.
Le musée Alfred-Canel conserve un pastel de Marie Duret.